# 19 février
Pour les articles homonymes, voir Dix-Neuf-Février.
19 janvier 19 mars
Chronologies thématiques
- Croisades
- Ferroviaires
- Sports
- Disney
- Anarchisme
- Catholicisme

Abréviations / Voir aussi
- (° 1852) = né en 1852
- († 1885) = mort en 1885
- a.s. = calendrier julien
- n.s. = calendrier grégorien
- Calendrier
- Calendrier perpétuel
- Liste de calendriers
- Naissances du jour

Le 19 février est le 50e jour de l'année du calendrier grégorien (il en reste ensuite 315, 316 lorsqu'elle est bissextile).
C'était généralement le 1er ventôse du calendrier républicain ou révolutionnaire français, officiellement dénommé jour du tussilage (une plante).

## Événements

### IIesiècle
- 197 : début de la bataille de Lugdunum, actuelle ville de Lyon, qui avait embrassé la cause de Clodius Albinus.

### XIIesiècle
- 1184 : seconde bataille d'Uji, au Japon.

### XVesiècle
- 1416 : érection du duché de Savoie par Sigismond Ier[1].
- 1493 : Florence fait alliance avec la France en vue d'un partage de Milan.

### XVIesiècle
- 1594 : couronnement à Uppsala du roi de Pologne et grand-duc de Lituanie Sigismond III Vasa comme roi de Suède.

### XVIIesiècle
- 1649 : la seconde bataille de Guararapes voit la victoire des Portugais suspendre les velléités coloniales des Hollandais.
- 1674 : le traité de Westminster met fin à la troisième guerre anglo-néerlandaise.

### XVIIIesiècle
- 1701 : Philippe V fait une entrée solennelle dans Madrid.
- 1726 : création du Haut conseil secret de l'Empire russe.
- 1772 : le premier partage de la Pologne est décidé et sera confirmé par un second traité le 5 août de la même année entre la Prusse, l'Autriche et la Russie.
- 1788 : fondation de la Société des amis des Noirs, première association française abolitionniste.
- 1790 : le marquis de Favras est exécuté par pendaison à Paris en payant ainsi de sa vie une intrigue menée par Honoré-Gabriel Riqueti de Mirabeau et le duc d'Orléans organisant la fuite du roi de France et prévoyant la levée d'une armée royale.
- 1794 : bataille de l'Acul, pendant la révolution haïtienne.
- 1797 : le pape Pie VI cède Avignon, la Romagne, Bologne, Ferrare et le Comtat Venaissin à la France par le traité de Tolentino tandis que l'armée de Bonaparte marche sur Vienne en passant par le Tyrol.
- 1800 : le premier Consul Bonaparte s'installe aux Tuileries à Paris.

### XIXesiècle
- 1803 : vote d'un Acte de médiation en vertu duquel les cantons suisses recouvrent leur indépendance et qui restaure presque intégralement les treize cantons d'avant 1798 moins Genève et Mulhouse, six cantons nouveaux sont créés, la Constitution est fédéraliste, les cantons disposant d'une Diète fédérale pour la politique extérieure.
- 1807 : Aaron Burr est arrêté, accusé de conspiration.
- 1836 : exécution de Giuseppe Fieschi, Pierre Morey et Théodore Pépin pour avoir perpétré un attentat contre le roi Louis-Philippe des Français.

### XXesiècle
- 1913 : Pedro Lascuráin Paredes est président des États-Unis mexicains pendant moins d'une journée.
- 1918 : la Russie soviétique décide la socialisation des terres et abolit par décret la propriété privée de la terre, de l'eau et d'autres ressources naturelles.
- 1919 : attentat manqué contre Georges Clemenceau par l'anarchiste Émile Cottin.
- 1936 :
  - formation d'un nouveau gouvernement par Manuel Azaña en Espagne.
  - Victoire de Pietro Badoglio sur Moulougéta Yeggazou à la bataille d'Amba Aradom (seconde guerre italo-éthiopienne).
- 1937 : début d'un massacre par Rodolfo Graziani.
- 1939 : le député Oscar Drouin présente un projet de loi à l'Assemblée législative permettant aux Québécoises de faire leur entrée au barreau, les députés William Tremblay et Maurice Duplessis s'exprimant clairement en faveur du projet de loi.
- Seconde Guerre mondiale de 1939 à 1945 :
  - en 1941, création de la Deutsches Afrikakorps dirigée par Rommel et formée après la décision d'envoyer un corps expéditionnaire en Libye italienne pour soutenir les troupes de Mussolini.
  - En 1942,
    - ouverture du procès de Riom.
    - Des bombardiers japonais effectuent pour la première fois un raid sur l'Australie, Darwin est bombardée.
    - Le gouvernement fédéral américain de Roosevelt emprisonne les Japonais habitant la côte ouest des États-Unis par un décret présidentiel 9066.

  - En 1943, début de la bataille de Kasserine pendant la campagne de Tunisie.
  - En 1945, les Marines américains débarquent à Iwo Jima au Japon (guerre du Pacifique).
- 1948 : la chambre vote le vote des femmes aux mêmes conditions que celles pour les hommes en Belgique.
- 1954 : transfert de l'oblast de Crimée de la RSFSR à la RSSU.
- 1955 : l'organisation du traité de l'Asie du Sud-Est est formellement établie.
- 1959 : un accord reconnaissant l'indépendance de Chypre est signé à Londres par la Grèce, la Turquie et la Grande-Bretagne.
- 1973 : vol du cercueil de Philippe Pétain par un commando proche de l'extrême droite sur l'île d'Yeu du littoral atlantique vendéen et français.
- 1975 : création de la Commission Pike de la Chambre des représentants des États-Unis sur la CIA.
- 1978 : un commando égyptien donne l'assaut sur un avion de l'aéroport près de Nicosie à Chypre à bord duquel des fedayin arabes retenaient des otages qu'il libère mais 15 hommes du commando sont tués.
- 1996 : le couvre-feu instauré en Algérie depuis 1992 dans la capitale et le centre-nord de l'Algérie est définitivement levé.
- 1999 : assassinat de l'ayatollah Mohammad Sadeq al-Sadr et de deux de ses fils dans la grande ville sainte chiite de Nadjaf en Irak.

### XXIesiècle
- 2008 : Fidel Castro annonce qu'il renonce à la présidence de Cuba dans l'édition électronique de Granma (organe officiel du régime).
- 2020 : présentation d'un plan pluriannuel des commissaires européens sur le numérique et l'Union européenne face aux GAFAM.

## Arts, culture et religion
- 356 : l'empereur romain Constance II impose la fermeture des temples païens et publie une loi qui interdit tout sacrifice à leurs dieux sous peine de mort.
- 607 : Boniface III devient pape sous ce vocable.
- 1652 : le Vénitien Pietro Ottoboni futur pape Alexandre VIII est créé cardinal par le pape Innocent X sur la requête de la république de Venise.
- 1876 : guérison miraculeuse reconnue par l'Église catholique d'Estelle Faguette lors des apparitions mariales de Pellevoisin[2].
- 1883 : Auguste de Villiers de L'Isle-Adam publie en France ses contes cruels précurseurs du symbolisme.
- 1899 : une foule impatiente se presse au Cirque des Champs-Élysées à Paris pour assister à la première audition de "L'Apprenti Sorcier" de Paul Dukas d'après un poème éponyme de Goethe[3].
- 1909 : première apparition de Mistinguett au théâtre dans L'âne de Buridan de Flers et Caillaret.
- 1910 : présentation de l'opéra en cinq actes Don Quichotte de Jules Massenet à Monte-Carlo.
- 1931 : une foule en délire accueille Charlie Chaplin de retour des États-Unis à Londres.
- 1953 : première à New York de la pièce et comédie musicale Picnic (en).
- 1962 : le dramaturge suisse Friedrich Dürrenmatt publie sa pièce « Les Physiciens ».
- 1964 : sortie en France du film mélodramatique musical Les Parapluies de Cherbourg de Jacques Demy avec Catherine Deneuve ou Nino Castelnuovo.
- 1971 : sortie ibidem du film de comédie Le Cri du cormoran le soir au-dessus des jonques de Michel Audiard avec Michel Serrault, Paul Meurisse, Bernard Blier ou Gérard Depardieu y tenant son premier rôle.
- 1977 : la 2e cérémonie des César récompensant les films sortis en 1976, se déroule à la salle Pleyel à Paris.
- 1984 : le pape Jean-Paul II béatifie 99 martyrs catholiques de la Révolution française au cours d'une cérémonie solennelle sur la place Saint-Pierre de Rome et du Vatican.
- 1985 : fin du premier sommet de la francophonie à Versailles.
- 1995 : Tommy Lee épouse l'actrice Pamela Anderson sur une plage, la mariée portant un bikini blanc allusif de sa série Alerte à Malibu en manière de robe de cérémonie.
- 2000 : 
  - l'archevêque vieux catholique néerlandais Antonius Jan Glazemaker procède à l'ordination de Denise Wyss première femme ordonnée prêtre en Suisse.
  - la 25e cérémonie des César — dite aussi Nuit des César — récompensant les films sortis en 1999, se déroule au théâtre des Champs-Élysées à Paris.
- 2021 : Porphyre, élu la veille, devient le 46e patriarche de l'Église orthodoxe serbe[4].
- 2023 : 76e cérémonie des British Academy Film Awards qui a lieu au Royal Albert Hall à Londres, pour récompenser les films sortis en 2022.

## Sciences et techniques
- 1771 : Charles Messier découvre la galaxie elliptique M49 dans la constellation de la Vierge.
- 1855 : Urbain Le Verrier présente la première carte météorologique de France à l'Académie des sciences.
- 1986 : lancement et mise en orbite du premier module de la station spatiale habitable russe MIR.
- 2008 : Toshiba annonce l'abandon de son format HD DVD.
- 2015 : grandes marées comme les quarante de cette année sur les côtes maritimes françaises à marées (par exemple devant la promenade du Sillon à Saint-Malo-Paramé pour la seconde fois depuis 1997)[5].
- 2019 :
  - une tortue femelle adulte de l'espèce Chelonoidis phantastica est découverte dans les Îles Galápagos en Équateur alors que l'espèce était considérée comme éteinte depuis une centaine d'années.
  - La nouvelle espèce de chauves-souris du murin cryptique (Myotis crypticus) est décrite en Europe.

## Économie et société
- 1600 : éruption du volcan Huaynaputina au Pérou.
- 1796 : les planches à assignats sont brûlées en place Vendôme à Paris en ces fin de Révolution et début de Directoire.
- 1853 : l'Autriche et la Prusse signent un traité de commerce d'une durée de douze ans.
- 1906 : le médecin américain John Harvey Kellogg et son frère l'entrepreneur Will Keith Kellogg créent la Battle Creek Cornflake Company.
- 1921 : les biens du meurtrier en série français condamné et exécuté Henri Désiré Landru sont dispersés aux enchères.
- 1928 :
  - un incendie aux mines d'or Hollinger à Timmins en Ontario au Canada entraîne trente-neuf morts.
  - Fin des IIes Jeux olympiques d'hiver à Saint-Moritz dans le canton suisse des Grisons.
- 1958 : un préavis d'un mois devient légalement obligatoire en France dans le Code du travail en cas de licenciement.
- 1959 : la nageuse Ilsa Konrads porte le record du monde du 800 m à 10 min 11,4 s.
- 1961 : Joseph-Alexandre DeSève et Paul L'Anglais fondent au Québec la station privée CFTM-TV sur le canal 10 « ancêtre » de TVA.
- 1977 : Helena Fibingerová porte le record du monde féminin en salle du lancer de poids à 22,50 m.
- 1980 : le chanteur d'AC/DC Bon Scott meurt étouffé dans son vomis à la suite d'une soirée un peu trop arrosée.
- 1983 : Willie Mak et Benjamin Ng commettent le Wah Mee Massacre (en) et tuent treize personnes d'une balle dans la tête pendant un vol à main armée dans un club de jeu du quartier chinois de Seattle aux États-Unis[6].
- 1985 :
  - un Boeing 727 de la compagnie Iberia s'écrase près de Bilbao au Pays basque en Espagne après avoir heurté un pylône de télévision noyé dans le brouillard (148 morts).
  - L'homme d'affaires francilien Bernard Tapie devient président de l'Olympique de Marseille.
- 1986 : l'avocat et ancien garde des sceaux abolitionniste Robert Badinter succède à Daniel Mayer à la présidence du Conseil constitutionnel français.
- 1989 : Ottawa conclut que l'ouvrage Les Versets sataniques est légal, le fisc ayant bloqué l'importation du livre quelques jours à la suite de plaintes de musulmans intégristes et le régime d'Iran venant par une fatwa d'appeler au meurtre de son auteur Salman Rushdie.
- 1997 : le gouvernement français décide que l'entreprise Thomson sera vendue de gré à gré.
- 1998 : la multinationale Alcan annonce la construction à Alma au Lac Saint-Jean (Québec) de ce qui sera sa plus grosse aluminerie au coût de 2,2 milliards de dollars et qui prendra la suite de l'usine Isle-Maligne cinq fois plus petite.
- 2001 :
  - une épizootie de fièvre aphteuse apparaît au Royaume-Uni provoquant la mise en quarantaine du pays et l'abattage de plus de deux cent mille porcs, vaches, moutons et poulets.
  - L'ONG Human Rights Watch affirme dans un rapport que les talibans au pouvoir en Afghanistan y ont massacré plus de 300 civils musulmans chiites dans le centre du pays.
- 2002 : 
  - Vonetta Flowers devient la première athlète noire à remporter une médaille d'or aux Jeux Olympiques d'hiver en remportant la course de bobsleigh féminin à deux avec Jill Bakken ;
  - le couple des patineurs français Anissina et Peizerat remporte la médaille d'or en danse sur glace toujours aux J.O. de Salt Lake City[7].
- 2003 :
  - accident d'un Iliouchine Il-76 iranien sans aucun survivant des 302 personnes à son bord.
  - Le Marocain accusé d'appartenance à une cellule terroriste impliquée dans les attentats américains du 11 septembre 2001 Mounir al-Motassadeq est condamné à une peine de 15 ans de réclusion par le tribunal de Hambourg.
- 2006 : explosion de méthane dans la mine de charbon de Pasta de Conchos de l'État de Coahuila au Mexique (catastrophe de Pasta de Conchos à l'origine de la mort de 65 mineurs).
- 2007 :
  - ouverture du procès en appel de la catastrophe du tunnel franco-italien du Mont-Blanc.
  - Plusieurs bombes causent en Inde 66 morts dans une des deux lignes du Samjhauta Express qui relie ce pays à son voisin le Pakistan.
- 2008 : première apparition publique du champion de golf Tiger Woods qui produit des excuses à la télévision depuis un scandale sur sa vie privée.
- 2016 : un des trois plus anciens prisonniers américains à l’isolement en Angola (depuis 1972) Albert Woodfox est libéré.
- 2020 : deux fusillades font au moins 11 morts à Hanau dans le Land de Hesse en Allemagne fédérale[8].

## Naissances

### XVesiècle
- 1473 : Nicolas Copernic, chanoine, médecin et astronome polonais († 24 mai 1543).

### XVIesiècle
- 1526 : Jules Charles de L'Écluse, médecin et botaniste flamand († 4 avril 1609).
- 1532 : Jean-Antoine de Baïf, poète français († 19 septembre 1589).
- 1559 : Philippe II de Bade, margrave de Bade-Bade († 7 juin 1588).
- 1584 : Angelo Nardi, peintre italien († 1664).
- 1586 : Pieter de Carpentier, administrateur flamand († 5 septembre 1659).
- 1594 : Henri-Frédéric Stuart, prince de Galles, duc de Rothesay et duc de Cornouailles († 6 novembre 1612).

### XVIIesiècle
- 1611 : Andries de Graeff, bourgmestre et régent d'Amsterdam († 30 novembre 1678).
- 1640 : Nicolaes van Verendael, artiste peintre flamand († 11 août 1691).
- 1642 : Sophie-Louise de Wurtemberg, épouse de Christian-Ernest de Brandebourg-Bayreuth († 3 octobre 1702).
- 1660 : Friedrich Hoffmann, médecin et chimiste allemand († 12 novembre 1742).
- 1671 : Charles-Hubert Gervais, compositeur français († 15 janvier 1744).

### XVIIIesiècle
- 1701 : Michel Audran, entrepreneur de tapisseries français († 20 juin 1795).
- 1717 : David Garrick, acteur britannique († 20 janvier 1779).
- 1722 : Charles-François Tiphaigne de La Roche, écrivain français († 11 août 1774).
- 1734 : Jean-Marie Roland de La Platière, économiste et homme d’État français († 10 novembre 1793).
- 1743 : Luigi Boccherini, violoncelliste et compositeur italien († 28 mai 1805).
- 1744 : Francesco Maria Pignatelli, cardinal italien († 14 août 1815).
- 1761 : Antoine Jacques Claude Joseph Boulay de la Meurthe, homme politique français († 4 février 1840).
- 1763 : Henry Maury, général de brigade français († 18 octobre 1813).
- 1766 : Jean Antoine Soulier, général de brigade français († 14 avril 1835).
- 1769 : Louis François Coutard, général de division français († 22 mars 1852).
- 1770 : Francisco Amorós, colonel espagnol qui a contribué à l'introduction de la gymnastique en France († 8 août 1848).
- 1778 : Joseph-Marie Portalis, magistrat, diplomate et homme politique français († 5 août 1858).
- 1779 : Josef Abenthung, compositeur et organiste autrichien († 2 août 1860)
- 1781 : Adèle d'Osmond, comtesse de Boigne († 10 mai 1866).
- 1783 : 
  - Pierre Romuald De Cauwer, peintre belge († 18 janvier 1855).
  - Ambroise Louis Garneray, corsaire, peintre de marine, dessinateur, graveur et écrivain français († 11 septembre 1857).
- 1784 : Toussaint Bastard, médecin et botaniste français († 27 juin 1846).
- 1785 : Sosthène de La Rochefoucauld, militaire et homme politique français († 5 octobre 1864).
- 1792 :
  - Charles Delucena Meigs, obstétricien américain († 22 juin 1869).
  - Roderick Murchison, géologue britannique († 22 octobre 1871).
- 1796 : Guillaume Stanislas Marey-Monge, général et homme politique français († 15 juin 1863).
- 1800 :
  - (ou 18 février ou 1801) Henry Dubern, négociant à Valparaíso (Chili) puis ingénieur de chemins de fer († 30 octobre 1847).
  - bienheureuse Émilie Gamelin, religieuse canadienne béatifiée en 2001 par Jean-Paul II († 23 septembre 1851).

### XIXesiècle
- 1802 : Wilhelm Matthias Naeff, homme politique suisse († 21 janvier 1881).
- 1803 : Tanneguy Duchâtel, homme politique français († 5 novembre 1867).
- 1816 : Louis-Guillaume Perreaux, inventeur de la motocyclette († 5 avril 1889).
- 1817 : Guillaume III, roi des Pays-Bas de 1849 à 1890 († 23 novembre 1890).
- 1821 : 
  - Henri Cernuschi, patriote, banquier, économiste, journaliste et collectionneur d’art italien naturalisé français († 11 mai 1896).
  - August Schleicher, philologue allemand († 6 décembre 1868).
- 1824 : Henri Germain, banquier et homme politique français († 2 février 1905).
- 1833 : Élie Ducommun, journaliste suisse Prix Nobel de la paix en 1902 († 7 décembre 1906).
- 1835 : Emmanuel Lansyer , peintre paysagiste et aquafortiste français († 21 octobre 1893).
- 1840 : Marie de Castellane, écrivaine française († 10 juillet 1915).
- 1848 : Bruno Piglhein, peintre allemand († 15 juillet 1894).
- 1849 : Giovanni Passannante, anarchiste italien († 14 février 1910).
- 1853 : Jacques Doucet, grand couturier, collectionneur et mécène français († 30 octobre 1929).
- 1859 : Svante August Arrhenius, chimiste suédois († 2 octobre 1927).
- 1863 : Augusto Leguía, homme politique péruvien († 6 février 1932).
- 1864 : Jean Verdier, cardinal français, archevêque de Paris († 9 avril 1940).
- 1865 : 
  - Sven Hedin, géographe, topographe, explorateur, photographe suédois († 26 novembre 1952).
  - Ferdinand Löwe, chef d'orchestre autrichien († 6 janvier 1925).
- 1865 : Mary Anderson, promotrice immobilière, éleveuse, viticultrice et inventrice américaine († 27 juin 1953).
- 1869 : Camille de Morlhon, scénariste et cinéaste français de la période du cinéma muet († 24 novembre 1952).
- 1873 : Louis Feuillade, cinéaste français († 26 février 1925).
- 1875 : Jean Stern, banquier français, homme de lettres et champion olympique d'escrime († 15 décembre 1962).
- 1876 :
  - Constantin Brâncuși, sculpteur roumain naturalisé français († 16 mars 1957).
  - Henri Hérouin, archer français champion olympique († non précisée).
- 1877 : Louis Aubert, compositeur français († 9 janvier 1968).
- 1880 : Álvaro Obregón, président du Mexique de 1920 à 1924 († 17 juillet 1928).
- 1888 :
  - John G. Adolfi, réalisateur américain († 11 mai 1933).
  - Aurora Quezon, féministe et philanthrope, épouse du président philippin († 28 avril 1949).
  - Hector Tiberghien, cycliste belge († 17 août 1951).
- 1893 : Cedric Hardwicke, acteur britannique († 6 août 1964).
- 1895 : Louis Calhern, acteur américain († 12 mai 1956).
- 1896 : André Breton, poète et écrivain français († 28 septembre 1966).
- 1899 : 
  - Lucio Fontana,  peintre et sculpteur argentin, fondateur du mouvement spatialiste († 7 septembre 1968).
  - Pierre-René Wolf, journaliste français († 6 avril 1972).

### XXesiècle
- 1901 : Florence Green, dernière personne connue en tant que vétérante de la Première Guerre mondiale († 4 février 2012).
- 1906 : Grace Williams, compositrice et pédagogue galloise († 10 février 1977).
- 1907 : Joseph Gonzales, footballeur français († 26 juin 1984).
- 1909 : Dwight V. Babcock, scénariste américain († 22 avril 1979).
- 1910 : 
  - Georges Tapie, rameur français († 2 janvier 1964).
  - William Grey Walter, neurophysiologiste britannique d'origine américaine († 6 mai 1977).
- 1911 :
  - André Albert, journaliste et homme politique français († 15 juin 1976).
  - Szilárd Ignác Bogdánffy, prêtre roumain d'origine hongroise († 3 octobre 1953).
  - Bill Bowerman, entraîneur d'athlétisme américain († 25 décembre 1999).
  - « El Estudiante » (Luis Gómez Calleja dit), matador espagnol († 14 juin 1995).
  - Robert Favart, acteur français († 26 juillet 2003).
  - Boris Guimpel, architecte français, officier dans les Brigades Internationales († 10 avril 1979).
  - Louis Henry, démographe et historien français († 30 décembre 1991).
  - Merle Oberon, actrice britannique d'origine galloise et indienne († 23 novembre 1979).
- 1912 : Saul Chaplin, compositeur et directeur musical américain († 15 novembre 1997).
- 1913 : Frank Tashlin, cinéaste américain († 5 mai 1972).
- 1914 : Jacques Dufilho, acteur français († 28 août 2005).
- 1915 : Paul Bérato, auteur de romans policiers († 11 février 1989).
- 1917 : Carson McCullers, écrivaine américaine († 29 septembre 1967).
- 1920 : 
  - Jaan Kross, écrivain estonien († 27 décembre 2007).
  - Eileen Southern, musicologue afro-américaine († 13 octobre 2002)
- 1921 :
  - Georges Bétemps, dessinateur, peintre et graveur de timbres-poste français († 18 avril 1992).
  - Andries Treurnicht, pasteur, éditorialiste et homme politique afrikaner d'Afrique du Sud († 22 avril 1993).
- 1924 :
  - David Bronstein, grand maître international d'échecs, écrivain († 5 décembre 2006).
  - Lee Marvin, acteur américain († 29 août 1987).
  - Bruce Norris, gestionnaire américain de hockey sur glace († 1er janvier 1986).
- 1927 :
  - Philippe Boiry dit Philippe Ier d'Araucanie, journaliste et poète français, roi de jure d'Araucanie et de Patagonie de 1951 à 2014 († 5 janvier 2014).
  - Falco, musicien, chanteur pop rock et rappeur autrichien († 6 février 1998).
  - Jean Smilowski, peintre français d'art brut († 18 décembre 1989).
- 1928 :
  - Marti Friedlander, photographe néo-zélandaise († 14 novembre 2016).
  - Léon Glovacki, footballeur français († 9 septembre 2009).
  - Nicolas Hayek, homme d'affaires suisse († 28 juin 2010).
- 1929 : 
  - François de Cossé-Brissac, ancien président du Jockey Club († 6 avril 2021).
  - Jacques Deray (Jacques Desrayaud dit), réalisateur français († 9 août 2003).
- 1930 :
  - Kjell Espmark, poète, romancier et historien de la littérature suédois († 18 septembre 2022).
  - John Frankenheimer, cinéaste américain († 6 juillet 2002).
  - Christian Zuber, documentariste animalier français († 23 juillet 2005).
- 1931 : Camillo Ruini, cardinal italien, cardinal-vicaire émérite de Rome.
- 1932 :
  - Joseph Kerwin, astronaute américain.
  - Jean-Pierre Ponnelle, metteur en scène et décorateur d’opéra français († 11 août 1988).
- 1933 : Guy Delhasse , footballeur international belge.
- 1934 : 
  - Pierre Barouh, auteur-compositeur et interprète français († 28 décembre 2016).
  - Pierre Parlebas, sociologue français.
- 1935 : Jean-Louis Scherrer, créateur de mode de haute couture français († 20 juin 2013).
- 1936 : 
  - Adibah Amin, écrivaine, journaliste et actrice malaisienne.
  - René Kaës, psychanalyste, psychologue et professeur émérite français.
- 1937 : Norm O'Neill, joueur de cricket international australien († 3 mars 2008).
- 1938 :
  - Choekyi Gyaltsen, 10e panchen-lama († 28 janvier 1989).
  - Benoît Rayski, journaliste et essayiste français.
  - Rika Zaraï (en hébreu : ריקה זראי, Rika Gozman, dite), chanteuse franco-israélienne († 23 décembre 2020).
- 1939 : Jean-Yves Veillard, historien français et breton († 25 mars 2020).
- 1940 :
  - Saparmyrat Nyýazow, dictateur turkmène († 21 décembre 2006).
  - Smokey Robinson, chanteur et compositeur américain du groupe The Miracles.
- 1942 : 
  - Phil Coulter, compositeur, un pianiste et un producteur de musique irlandais.
  - Paul Krause, joueur de football américain.
- 1943 : 
  - Lou Christie, chanteur et compositeur américain.
  - Tim Hunt, biochimiste britannique, prix Nobel de physiologie ou médecine en 2001.
  - Colin Sharman, homme politique britannique.
- 1944 : 
  - John Bloom, acteur américain († 15 janvier 1999).
  - Dan Fante, écrivain américain († 23 novembre 2015).
- 1945 : 
  - Michael Nader, acteur américain.
  - Denys Sylvain, avocat et homme politique québécois.
- 1946 :
  - Paul Dean (en), guitariste canadien du groupe Loverboy.
  - Bertrand Dutheil de La Rochère, homme politique français.
  - Alain Manoukian, couturier français.
- 1947 : 
  - Daniel Lessard, journaliste politique québécois, puis un romancier.
  - Hébé Lorenzo, actrice française.
- 1948 :
  - Pim Fortuyn, homme politique néerlandais († 6 mai 2002).
  - Tony Iommi, guitariste britannique du groupe Black Sabbath.
  - Byron K. Lichtenberg, astronaute américain.
  - Jean-Pierre Paumier, chef d'entreprise et écrivain français.
  - Big John Studd, catcheur professionnel et acteur américain († 20 mars 1995).
- 1949 : 
  - Jean Galard, organiste français.
  - Gianni Di Gregorio, acteur, scénariste et réalisateur italien.
- 1950 : 
  - Johan Leysen, acteur belge.
  - Jean-Pierre Malcher, pilote automobile français.
- 1951 :
  - Horace Andy, chanteur jamaïcain de reggae.
  - Suzanne Angly, Miss Alsace 1968, puis Miss France 1969.
  - Marc François, acteur français († 11 août 2009).
  - Stephen Nichols (en), acteur américain.
  - Bruno Sido, homme politique français.
  - Shigeru Umebayashi, compositeur japonais.
- 1952 :
  - Steve James, acteur, cascadeur américain († 18 décembre 1993).
  - Ryū Murakami, écrivain japonais.
  - Rodolfo Neri Vela, spationaute mexicain.
  - Danilo Türk, avocat, diplomate et homme d'État slovène.
- 1953 :
  - Corrado Barazzutti, joueur de tennis italien.
  - Cristina Fernández de Kirchner, avocate et présidente de la Nation argentine.
  - Conrad Murray, cardiologue américain.
  - Jean-Pierre Raczynski, footballeur français.
  - Massimo Troisi, acteur, réalisateur, scénariste et metteur en scène de théâtre italien († 4 juin 1994).
- 1954 :
  - Francis Buchholz, musicien allemand du groupe Scorpions.
  - Huang Yong Ping, artiste contemporain d'origine chinoise naturalisé français.
  - Sócrates, footballeur brésilien († 4 décembre 2011).
- 1955 :
  - Jeff Daniels, acteur, réalisateur et scénariste américain.
  - Siri Hustvedt, écrivaine américaine.
- 1956 : 
  - Jeffrey R. Immelt, homme d'affaires américain. PDG de General Electric de 2001 à 2017.
  - George David Low, astronaute américain († 16 mars 2008).
- 1957 :
  - Falco, chanteur et musicien autrichien († 6 février 1998).
  - Philippe Germond, dirigeant d'entreprises français.
  - Ray Winstone, acteur britannique.
- 1958 : 
  - Leslie David Baker, acteur américain
  - Helen Fielding, écrivaine anglaise.
  - Geoff Morrell, acteur australien.
- 1959 : 
  - Thierry Anti, ancien joueur de handball français devenu entraîneur.
  - Alain Marc, poète et écrivain français.
- 1960 : 
  - prince Andrew de Grande-Bretagne, duc d'York, deuxième fils de la reine Élisabeth II.
  - Eberhard Zorn , chef d'État-Major (Generalinspekteur) de la Bundeswehr depuis 2018.
- 1961 :
  - Justin Fashanu, footballeur anglais († 2 mai 1998).
  - Michel Roussel, gendarme français.
  - Andy Wallace, pilote d'endurance anglais.
- 1962 :
  - Daniel Kaplan, penseur français et un acteur du numérique et de son développement économique et social.
  - Hana Mandlíková, joueuse de tennis tchécoslovaque, devenue australienne en 1988.
  - Didier Wampas (Didier Chappedelaine dit), musicien français du groupe les Wampas.
- 1963 :
  - Jack Kachkar, homme d'affaires libano-canadien.
  - Seal (Henry Olusegun Adeola Samuel dit), auteur-compositeur et interprète britannique.
- 1964 : 
  - Doug Aldrich, guitariste américain de hard rock, membre de Whitesnake de 2003 à 2014 et de The Dead Daisies depuis 2016.
  - Jennifer Doudna, biochimiste américaine, prix Nobel de chimie en 2020.
  - Jacquy Haddouche, tueur en série français († 23 octobre 2010).
  - Laurent Nuñez, haut fonctionnaire et homme politique français.
  - Polo Pierre Lamy, dit, chanteur français.
  - Gary Leeman, joueur professionnel de hockey canadien.
  - Alberto Lombardo, auteur dramatique et acteur français contemporain.
  - Elisabeth Schneider-Schneiter, personnalité politique suisse.
  - Jim McInally, footballeur international écossais.
  - Christian Weber, joueur professionnel suisse de hockey sur glace.
  - Teresa Worek, joueuse de volley-ball polonaise.
  - Jonathan Lethem, écrivain américain de science-fiction.
  - Jean-Michel Papini, footballeur professionnel français.
- 1966 :
  - Justine Bateman, actrice américaine.
  - Enzo Scifo, footballeur international belge
- 1967 :
  - Nathalie Bondil, muséologue franco-canadienne, directrice et conservatrice en chef du Musée des beaux-arts de Montréal.
  - Benicio del Toro, acteur américain.
- 1969 : Helena Guergis, femme politique canadienne.
- 1970 : 
  - K. R. Meera, écrivaine indienne.
  - Jonathan Tropper, écrivain, scénariste et producteur américain.
  - Bellamy Young, actrice américaine.
  - Christophe Cavard, politicien français.
  - Danny de Munk, acteur néerlandais.
  - Ellis Ferreira, joueur de tennis sud-africain.
  - Hiroko Kasahara, comédienne de doublage japonaise.
  - Joacim Cans, chanteur suédois.
  - Kurt Darren, musicien sud-africain.
  - Lord Finesse, rappeur et producteur américain.
  - Miguel Hernández Sánchez, footballeur espagnol.
  - Pierre-Richard Casimir, homme politique haïtien.
  - Vadim Sachourine, biathlète biélorusse.
- 1971 :
  - Miguel Batista, joueur de baseball dominicain.
  - Jeff Kinney, concepteur de jeux et écrivain américain.
  - Benoît Montenat, écrivain français.
  - Laurent Strzelczak, footballeur français;
- 1973 : 
  - Takahiro Kimino, athlète japonais, spécialiste du saut en hauteur.
  - Eric Lange , acteur américain.
  - Jean-François Roux, homme politique québécois.
- 1975 :
  - Daniel Adair, musicien canadien des groupes Nickelback et Three Doors Down.
  - Eloy Azorín, acteur espagnol.
  - Javier Conde, matador espagnol.
- 1976 :
  - Maxime Chattam, romancier français.
  - Jana Irrova, modèle de charme tchèque.
- 1977 :
  - Antonio Ferrera, matador espagnol.
  - Dani Martín, chanteur et acteur espagnol.
  - Gianluca Zambrotta, footballeur international italien.
- 1978 : 
  - Blaise Ntedju, acteur, réalisateur, scénariste et producteur de cinéma camerounais.
  - Yui Yatyer, chanteuse pop thaïlandaise.
- 1979 : 
  - Andrew Buchan, acteur britannique.
  - Sarah Schleper, skieuse alpine américaine.
- 1980 :
  - Steevy Boulay, chroniqueur télé français.
  - Charlie Bruneau, actrice française.
  - Pierre Ebede, joueur de football camerounais.
  - Mike Miller, basketteur américain.
- 1981 :
  - Beth Ditto, auteur-compositrice-interprète américaine.
  - Katarzyna Mróz, joueuse de volley-ball polonaise.
  - Tina Pisnik, joueuse de tennis slovène.
  - Andreas Vinciguerra, joueur de tennis suédois.
- 1982 : 
  - Arnoldo Jimenez, fugitif américain? un des dix fugitifs les plus recherchés du FBI le 8 mai 2019.
  - Camelia Potec, nageuse roumaine.
- 1983 :
  - Kotoōshū Katsunori, ancien lutteur professionnel de sumo d'origine bulgare.
  - Bruno Muschio, auteur, réalisateur et scénariste français.
  - Mika Nakashima, chanteuse et actrice japonaise.
  - Nozomi Sasaki, seiyū japonaise.
  - Darold Williamson, athlète américain, spécialiste du 400 mètres.
- 1984 : 
  - Marylin Pla, patineuse artistique française.
  - Josh Trank, réalisateur et scénariste américain.
- 1985 :
  - Franck Fisseux, athlète français pratiquant le tir à l'arc.
  - Sławomir Peszko, footballeur polonais.
  - Raymond Sawada, joueur de hockey sur glace professionnel canadien.
  - Jérôme Sonnerat, footballeur français.
  - Jelle Vanendert, coureur cycliste belge.
- 1986 :
  - Kyle Chipchura, joueur de hockey sur glace canadien.
  - Reon Kadena, top model japonaise.
  - Jayde Nicole, playmate et mannequin de charme américain.
  - Marta Vieira da Silva, footballeuse brésilienne.
- 1987 :
  - Thiago Bolinha, joueur de futsal d'origine brésilienne
  - Alexandra Eremia, gymnaste roumaine.
  - Sam Reid, acteur australien.
  - Anouar Toubali, acteur français.
  - Ricardo van der Velde, coureur cycliste néerlandais.
- 1988 :
  - Marion Buisson, sauteuse à la perche française.
  - Shawn Matthias, joueur professionnel de hockey sur glace canadien.
  - Nataliya Pohrebnyak, sprinteuse ukrainienne.
- 1989 : Fernando Marçal, footballeur brésilien.
- 1990 : 
  - Ryad Boudebouz, footballeur algérien.
  - Luke Pasqualino, acteur britannique.
- 1991 :
  - Hervé (Hervé Le Sourd dit), auteur-compositeur-interprète, musicien, chanteur et producteur français et breton.
  - Christoph Kramer, footballeur international allemand.
  - Adreian Payne, basketteur américain.
- 1992 :
  - Lénaïck Adam, homme politique français.
  - Simon Falette, footballeur français.
  - Julian Michel, footballeur français.
  - Julia Saner, top-model suisse.
- 1993 : Victoria Justice, actrice, chanteuse et auteur-compositrice-interprète américaine.
- 1994 : 
  - Jean-Carl Boucher, acteur et réalisateur québécois.
  - Orozayym Narmatova, femme politique kirghize.
- 1995 : 
  - Mikkel Desler, footballeur danois.
  - Nikola Jokić, joueur serbe de basket-ball.
- 1996 : Jan Maas, coureur cycliste néerlandais.
- 1997 : Benoît Kounkoud, joueur français de handball.
- 1999 : Jackson Pace, acteur américain.
- 2000 : 
  - Sandy Baltimore, footballeuse française.

### XXIesiècle
- 2001 : 
  - Lee Kang-in, footballeur international sud-coréen.
  - David Mazouz, acteur américain.
- 2004 : Millie Bobby Brown, actrice britannique.

## Décès

### IIesiècle
- 197 : Clodius Albinus, personnalité de la Rome antique (° 25 novembre 147).

### XIVesiècle
- 1309 : Bogusław IV, duc de Poméranie occidentale (° v. 1255 à 1258).
- 1345 : Siemovit II, duc de Rawa (° 1283).

### XVIesiècle
- 1553 : Erasmus Reinhold, astronome et mathématicien allemand (° 22 octobre 1511).
- 1554 : Marie de Poméranie, épouse de Otto IV de Schaumbourg (° 1527).

### XVIIesiècle
- 1602 : Philippe-Emmanuel de Lorraine, duc de Mercœur et de Penthièvre (° 9 septembre 1558).
- 1605 : Orazio Vecchi, compositeur italien (° 6 décembre 1550).
- 1621 : Giacomo Sannesio, évêque et cardinal italien (° 1544 / 1560).
- 1682 : Frédéric de Hesse-Darmstadt, cardinal allemand († 28 février 1616).
- 1696 : Giovanni Pietro Bellori, archéologue, conservateur des Antiquités de Rome, historien, critique d'art et biographe italien (° 15 janvier 1613).

### XVIIIesiècle
- 1709 : Tsunayoshi Tokugawa, shogun japonais (° 23 février 1646).
- 1727 : Francesco Gasparini, compositeur et professeur de musique italien (° 19 mars 1661).
- 1794 : Étienne-Charles de Loménie de Brienne, cardinal et homme politique français (° 9 octobre 1727).
- 1799 : Jean-Charles de Borda, mathématicien français (° 4 mai 1733).

### XIXesiècle
- 1816 : Jean-Pierre-François Guillot-Duhamel, ingénieur français (° 31 août 1730).
- 1824 : John Orde, 1er baronnet Campbelle-Orde de Morpeth (Nortumberland), officier de marine et homme politique britannique (° 22 décembre 1751).
- 1825 : Francisco de Eliza, officier naval, navigateur et explorateur espagnol (° 1759).
- 1827 :
  - François-Marie Bigex, évêque italien (° 24 septembre 1751).
  - Armand Augustin Louis de Caulaincourt, général et diplomate français de la Révolution et de l’Empire (° 9 décembre 1773).
- 1831 : Jacques Molinos, architecte français (° 4 juin 1743).
- 1836 : Giuseppe Fieschi, conspirateur corse et français d'un attentat régicide manqué en 1835 (° 13 décembre 1790).
- 1837 : Georg Büchner, écrivain et dramaturge allemand (° 17 octobre 1813).
- 1841 : Claude François Chauveau-Lagarde, avocat et homme politique français (° 21 janvier 1756).
- 1847 : José Joaquín de Olmedo, poète et homme politique équatorien, 4e président de l'Équateur (° 20 mars 1780).
- 1873 (ou 18 février) : Vassil Levski, révolutionnaire bulgare (° 18 juillet 1837).
- 1875 : Philothée O'Neddy, écrivain français (° 30 janvier 1811).
- 1876 : Henri Patin, homme de lettres, helléniste et latiniste français (° 21 août 1793).
- 1878 : Charles-François Daubigny, artiste peintre français (° 15 février 1817).
- 1885 : Thomas Croxen Archer, botaniste britannique (° 1817).
- 1886 : 
  - Prosper Giquel, officier de marine français (° 20 novembre 1835).
  - Jacques-Émile Lafon, peintre français (° 26 janvier 1817).
  - Joseph Matthäus Aigner, portraitiste austro-hongrois (° 18 janvier 1818).
  - Grégoire Georges Ypsilantis, diplomate grec (° 17 septembre 1835).
- 1887 :
  - Robert Brown Potter (en), avocat américain, général de l'armée de l'Union lors de la guerre de Sécession (° 16 juillet 1829).
  - Multatuli (Eduard Douwes Dekker dit), écrivain hollandais, auteur du roman Max Havelaar (° 2 mars 1820).
- 1894 : Camillo Sivori, violoniste et compositeur italien (° 25 octobre 1815)
- 1895 : John Whitaker Hulke, chirurgien et géologue britannique (° 6 novembre 1830)
- 1897 : Karl Weierstrass, mathématicien allemand (° 31 octobre 1815).

### XXesiècle
- 1912 : Ferdinand de Dartein, ingénieur des Ponts et Chaussées (IPC), architecte, artiste plastique et historien français de l'art (° 9 février 1838).
- 1916 : Ernst Mach, physicien et philosophe autrichien (° 18 février 1838).
- 1919 : Frederick DuCane Godman, ornithologue et entomologiste britannique (° 15 janvier 1834).
- 1927 : Robert Fuchs, compositeur autrichien (° 15 février 1847).
- 1936 : Max Schreck, acteur allemand (° 11 juin 1879).
- 1942 : Gaston Bonnaure, homme politique français (° 21 janvier 1886).
- 1943 : Charles Guernier, homme politique français (° 26 avril 1870).
- 1951 : André Gide, écrivain français, Prix Nobel de littérature en 1947 (° 22 novembre 1869).
- 1952 : Knut Hamsun, écrivain norvégien, Prix Nobel de littérature en 1920 (° 4 août 1859).
- 1955 : Amarilis Fuentes, enseignante et femme politique équatorienne (° 1894).
- 1957 :
  - Maurice Garin, cycliste français (° 3 mars 1871).
  - Percy Hobart, ingénieur militaire britannique (° 14 juin 1885).
- 1962 : Émile Armand, anarchiste français (° 26 mars 1872).
- 1964 : Giórgos Kalafátis, footballeur international grec (° 17 mars 1890).
- 1965 : Tom Wilson, acteur américain (° 27 août 1880).
- 1966 : Bruno Ernst Buchrucker, militaire allemand, fondateur de la Reichswehr noire (° 5 janvier 1878).
- 1969 : Jean-Pierre Ducasse, coureur cycliste professionnel français (° 16 juillet 1944).
- 1970 : Gaston Modot, acteur français (° 31 décembre 1887).
- 1972 : John Grierson, documentariste britannique (° 26 avril 1898).
- 1973 : Joseph Szigeti, violoniste américain (° 5 septembre 1892).
- 1975 : Luigi Dallapiccola, compositeur italien (° 3 février 1904).
- 1978 : Ovila Légaré, acteur et chanteur québécois (° 21 juillet 1901).
- 1980 : Bon Scott, chanteur du groupe rock AC/DC (° 9 juillet 1946).
- 1986 : Adolfo Celi, acteur italien (° 27 juillet 1922).
- 1988 :
  - René Char, poète français, à qui l'on doit notamment les Feuillets d'Hypnos (° 14 juin 1907).
  - André Frédéric Cournand, physiologiste américain, prix Nobel de physiologie ou médecine en 1956 (° 24 septembre 1895).
- 1993 : Alexandre Sergueïevitch Davydov, physicien ukrainien (° 26 décembre 1912).
- 1994 : Derek Jarman, réalisateur britannique (° 31 janvier 1942).
- 1995 : Paul Jamin, illustrateur de bande dessinée et caricaturiste belge (° 11 août 1911).
- 1996 :
  - Élisabeth Barbier, romancière française, jurée du prix Femina (° 25 avril 1911).
  - Charlie Finley (en), homme d’affaires [américain, propriétaire des A's de Kansas City et d'Oakland (° 22 février 1918).
  - Ernest Charles Manning, homme politique canadien, Premier ministre du Manitoba de 1943 à 1968 (° 20 septembre 1908).
  - Patrice Sanahujas, dessinateur français (° 3 juillet 1952).
  - Guy Eaden Shewell, entomologiste canadien d’origine britannique (° 16 juillet 1913).
- 1997 :
  - Antonio de Almeida, chef d’orchestre français (° 20 janvier 1928).
  - Leonard Edelen, athlète de fond américain (° 22 septembre 1937).
  - António Gedeão, poète portugais (° 24 novembre 1906).
  - Yutaka Haniya, écrivain japonais (° 19 décembre 1909).
  - Michel Hoguet, ancien député français (° 11 février 1910).
  - Karin Magnussen, biologiste allemande (° 9 février 1908).
  - Enrique Peralta Azurdia, ancien dictateur guatémaltèque (° 17 juin 1908).
  - Leo Rosten, romancier et linguiste américain (° 19 avril 1908).
  - Deng Xiaoping, dirigeant chinois (° 22 août 1904).
- 1998 : 
  - Grandpa Jones, chanteur de musique country américain (° 20 octobre 1933).
  - André Luisier, homme d'affaires suisse (° 20 juin 1924).
  - Mancur Olson, économiste américain (° 22 janvier 1932).
  - George Male, footballeur international anglais des années 1930 et 1940 (° 8 mai 1910)
  - Fernand Oury, pédagogue français (° 18 janvier 1920).
  - Larissa Tarkovskaïa, actrice soviétique puis russe (° 1er février 1933).
- 1999 : 
  - Lloyd LaBeach, athlète de sprint panaméen (° 28 juin 1922).
  - Georg Meier, pilote de moto et d'auto allemand (° 9 novembre 1910).
  - Mohammad Sadeq al-Sadr, ayatollah chiite irakien assassiné avec deux de ses fils (° 23 mars 1943).
- 2000 : 
  - Friedensreich Hundertwasser, artiste, peintre, penseur et architecte autrichien (° 15 décembre 1928).
  - George Roussos, auteur de bandes dessinées américain (° 20 août 1915).
  - Anatoli Sobtchak, homme politique soviétique puis russe (° 10 août 1937).
  - Riccardo Tommasi Ferroni, peintre italien (° 4 décembre 1934).

### XXIesiècle
- 2001 :
  - Stanley Kramer, réalisateur américain (° 29 septembre 1913).
  - Charles Trenet, auteur et chanteur français (° 18 mai 1913).
- 2002 :
  - Lila De Nobili, artiste peintre italienne (° 3 septembre 1916).
  - Virginia Hamilton, femme de lettres afro-américaine (° 12 mars 1934).
  - Sylvia Rivera, militante transgenre américaine (° 2 juillet 1951).
  - Gene Ruggiero, monteur américain (° 26 juin 1910).
- 2003 : Washington Beltrán, avocat, journaliste et homme d'État uruguayen (° 6 avril 1914).
- 2004 :
  - David Hookes, joueur de cricket australien (° 3 mai 1955).
  - Gurgen Margarian, militaire arménien (° 26 septembre 1978).
  - Renata Vanni, actrice italienne puis américaine (° 12 octobre 1909).
- 2005 : Kihachi Okamoto (岡本喜八), réalisateur japonais (° 17 février 1923).
- 2006 : Angelo Brignole, cycliste sur route italien (° 10 mars 1924).
- 2007 :
  - Janet Blair, actrice et chanteuse américaine (° 23 avril 1921).
  - Philippe de Bourgoing, homme politique français (° 25 juillet 1921).
  - Celia Franca, danseuse, chorégraphe et directrice artistique canadienne (Ballet national du Canada) (° 25 juin 1921).
  - Alexis Gourvennec, entrepreneur français, créateur de Brittany Ferries (° 11 janvier 1936).
  - René Imbot, général d'armée français (° 17 mars 1925).
- 2008 :
  - Jean-Michel Bertrand, homme politique, maire de Bourg en Bresse (° 6 juin 1943).
  - Natalia Bessmertnova, danseuse étoile russe (° 19 juillet 1941).
  - Norbert Boucq, joueur et entraineur français de football (° 30 décembre 1932).
  - Teo Macero, saxophoniste de jazz américain (° 30 octobre 1925).
  - Peter Pianto (en), joueur australien de football australien (° 25 novembre 1929).
  - Lydia Shum, senior artistes de Hong Kong (° 21 juillet 1945).
  - David Watkin, chef opérateur britannique de cinéma (° 23 mars 1925).
- 2009 :
  - Pierre Barbotin, ancien coureur cycliste français (° 29 juin 1926).
  - Oreste Lionello, acteur et doubleur vocal italien (° 18 avril 1927).
  - Sadi (Pol Sadi Lallemand dit), vibraphoniste, compositeur et arrangeur belge (° 23 octobre 1927).
- 2010 :
  - Lionel Jeffries, acteur, réalisateur et scénariste britannique (° 10 juin 1926).
  - Rudy Larriva, animateur et réalisateur américain (° 12 février 1916).
  - Jamie Gillis, acteur et réalisateur pornographique américain (° 20 avril 1943).
- 2011 :
  - Bernhard Luginbühl, sculpteur suisse (° 16 février 1929).
  - Ollie Matson, joueur américain de football américain (° 1er mai 1930).
  - Dietrich Stobbe, Homme politique allemand (° 25 mars 1938).
- 2012 :
  - Ruth Barcan Marcus, Philosophe et logicienne américaine (° 2 août 1921).
  - Renato Dulbecco, virologue italien, prix Nobel de physiologie ou médecine en 1975 (° 22 février 1914).
  - Frits Staal, philosophe néerlandais (° 3 novembre 1930).
- 2013 : Georges Vinson, homme politique et ambassadeur français (° 11 février 1930).
- 2014 : Valeri Koubassov (Валерий Николаевич Кубасов), cosmonaute soviétique (° 7 janvier 1935).
- 2016 :
  - Jean-Pierre Duclos, acteur et doubleur vocal suisse francophone (VF de Sean Connery dans ses premiers "James Bond" ; ° 2 octobre 1931).
  - Umberto Eco, Écrivain et philosophe italien (° 5 janvier 1932).
  - Harper Lee, romancière américaine (° 28 avril 1926).
- 2017 :
  - Xavier Beulin, homme d'affaires et syndicaliste français (° 19 décembre 1958).
  - Roger Knobelspiess, malfaiteur français devenu acteur et écrivain (° 15 septembre 1947).
  - Nadiya Olizarenko, athlète soviétique puis ukrainienne (° 28 novembre 1953).
  - Danuta Szaflarska, actrice polonaise (° 6 février 1915).
- 2019 :
  - Karl Lagerfeld, grand couturier, stylicien, photographe, réalisateur et éditeur allemand (° 10 septembre 1933).
  - Nicole Martin, chanteuse et productrice québécoise (° 29 septembre 1949).
- 2020 :
  - Jean Daniel, écrivain et journaliste français devenu presque centenaire (° 21 juillet 1920).
  - Jos van Kemenade, homme politique néerlandais (° 6 mars 1937).
  - Jens Nygaard Knudsen, designer danois des petits bonshommes Lego (° 25 janvier 1942).
  - Pop Smoke, rappeur américain (° 20 juillet 1999).
- 2021 :
  - Đorđe Balašević, auteur-compositeur-interprète serbe (° 11 mai 1953).
  - Michel Bernard, homme politique français (° 3 novembre 1932).
  - Philippe Chatel, auteur-compositeur-interprète français (° 23 février 1948).
  - Arturo Di Modica, sculpteur italien (° 26 janvier 1941).
  - Leopold Lippens, homme politique belge (° 20 octobre 1941).
  - Clotilde Niragira, femme politique burundaise (° 1968).
  - Ion N. Petrovici, neurologue allemand (° 19 août 1929).
  - Antoine Pfeiffer, pasteur français (° 27 février 1940).
  - Silvio Sérafin, joueur puis entraîneur français de football (° 3 avril 1938).
- 2022 :
  - Joey Beauchamp Joseph Daniel Beauchamp, dit, footballeur anglais (° 13 mars 1971).
  - Jean-Luc Brunel, entrepreneur français du mannequinat (° 18 septembre 1946).
  - Emile Francis, joueur de hockey sur glace canadien (° 13 septembre 1926).
  - Dan Graham, artiste américain (° 31 mars 1942).
  - Henriette Hanotte dite Monique, est une résistante belge pendant la Seconde Guerre mondiale (° 10 août 1920).
  - Jacques Poos, banquier, économiste et homme politique luxembourgeois (° 3 juin 1935).
  - Karl Vaino, homme politique soviétique puis russe (° 28 mai 1923).
- 2024 :
  - Jean-Luc Pinel, skieur alpin français (° 26 juin 1947).

## Célébrations
- Avant-dernière date possible pour le début du nouvel an asiatique, entre 20 janvier et 20 février au gré de la Lune.
- Mexique : día del ejército mexicano ou journée de l'armée mexicaine[9].
- Savoie (France) : ancienne fête nationale de la Savoie ducale[10].
- Scientologie : Narconon Day, de l'une des associations de la Scientologie.

### Calendriers alternatifs voire humoristiques
- Calendrier discordien ou érisien : 50e jour de la saison Chaos ou fête de Chaoflux.
- Calendrier pataphysique : Gueules, fête suprême quarte de Sainte Marmelade inspirée.

### Saints chrétiens

#### Catholiques et orthodoxes
Saints catholiques et orthodoxes :
- Barbat de Bénévent († 682), 23e évêque du Bénévent.
- Béat de Liébana († 789), abbé de Santo Toribio de Liébana qui combattit l’hérésie adoptioniste.
- Conon de Penthucla († 555), moine près du Jourdain en Palestine.
- Gabin de Rome († 286), frère du pape saint Caïus et père de sainte Suzanne, martyr à Rome.
- Georges de Rodez († v. 877), moine.
- Mansuet de Milan (it) († 700), évêque de Milan.
- Odran (en) († 700), disciple de saint Patrick et martyr.
- Proclus († 970), moine à Bisignano.
- Quodvultdeus de Carthage († 454), évêque de Carthage en actuelle Tunisie.
- Rabulas († 527), moine à Constantinople.
- Vallier d'Antibes († Ve siècle), 2e évêque d'Antibes.
- Zamudas de Jérusalem (pt) († 304), évêque de Jérusalem.

#### Saints et bienheureux catholiques
Saints et béatifiés :
- Alvare de Cordoue († 1430), bienheureux religieux dominicain espagnol qui propage la dévotion au chemin de croix.
- Boniface de Bruxelles († 1265), 31e évêque de Lausanne, Genève et Fribourg.
- Conrad de Plaisance († 1351), bienheureux ermite sicilien membre du tiers-ordre franciscain.
- Élisabeth Picenardi (en) († 1468), bienheureuse religieuse italienne servite de Marie.
- John Sullivan († 1933), bienheureux prêtre jésuite irlandais.
- Joseph Zaplata (pl) († 1945), bienheureux religieux polonais frère du Sacré-Cœur de Jésus de Poznań, martyr à Dachau.
- Lucie Yi Zhenmei († 1862), catéchiste martyre en Chine.

#### Saints orthodoxes
Aux dates parfois "juliennes" ou orientales :
- Eugène († IVe siècle) et Macaire.
- Nicétas l'Athonite († 1809), néo-martyr, moine martyr par la main de Musulmans.
- Philotée († 1589), néo-martyre, patronne d'Athènes.

#### Saints syriaques
- Jacques Baradée († 578), moine.

### Prénoms du jour[Où?]
Bonne fête aux Gabin et ses variantes : Gabia, Gabien, Gabinia, Gabinien, Gabinienne, etc. (les Gavin, Gauv(a)in, Gavina, Gavino étant plutôt fêtés avec les Kevin, Kévin).
Et aussi aux :
- Conrad.
- Philothée,
- Quodvultdeus,

## Traditions et superstitions

### Dictons
- « À la Saint Gabin, prépare tes outils, bientôt au jardin tu en auras besoin. »

### Astrologie
- Signe du zodiaque : 1er jour du signe astrologique des Poissons et dernier jour du signe astrologique des Verseaux.